# Nieuwerkerken
Nieuwerkerken es una ciudad y municipio situada en el sur de la provincia de Limburgo en Bélgica y pertenece al distrito de Hasselt. Sus municipios vecinos son Alken, Geetbets, Hasselt, Herk‐de‐Stad y Saint-Trond. Tiene una superficie de 22,5 km² y una población en 2018 de 6.960 habitantes, siendo los habitantes en edad laboral el 64% de la población.

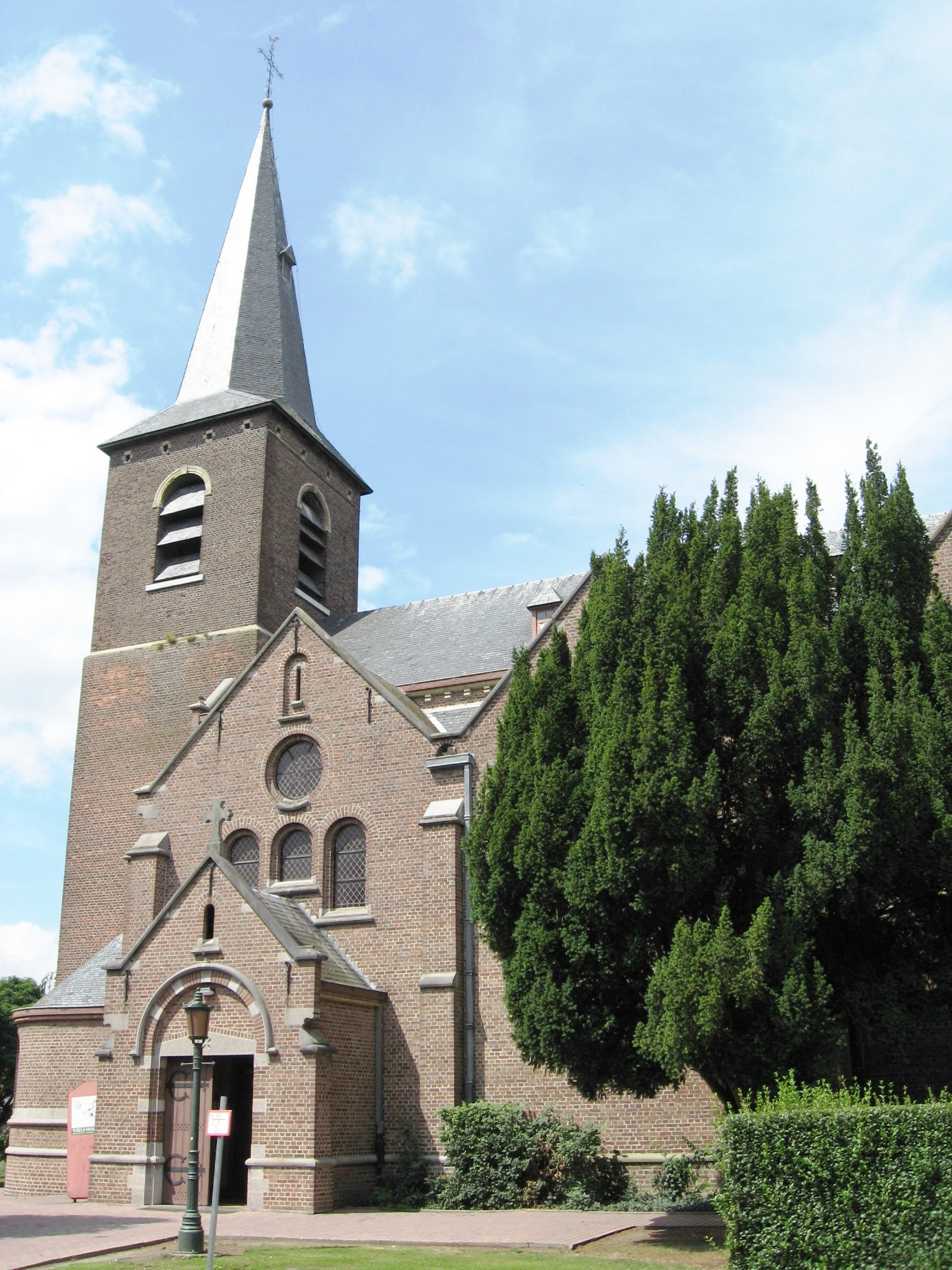
San Pedro

Su nombre en neerlandés viene del siglo XII, ya que en 1139 el sitio fue mencionado por primera vez como Nova ecclesia.
El municipio, uno de los más pequeños de Limburgo, tiene cuatro localidades: Binderveld, Nieuwerkerken, Kozen y Wijer, antiguamente todos ellos municipios independientes que se reunificaron en este.

## Demografía

### Evolución
Todos los datos históricos relativos al actual municipio, el siguiente gráfico refleja su evolución demográfica, incluyendo municipios después de efectuada la fusión el 1 de enero de 1977.
| Gráfica de evolución demográfica de Nieuwerkerken entre 1846 y 2020 |
|                                                                     |

## Lugares de interés turístico
- Castillo de Nieuwerkerken, siglo XVII.
- Castillo Schelfstad Heath, siglo XVIII.
- Iglesia de San Pedro, del siglo XX, pero con objetos en su interior de hace varios siglos.
- Mina de Heath Schelfstad, siglo XVIII.

## Ciudades hermanadas
- San Casciano in Val di Pesa, en Italia.